# FC Barcelona (kézilabda)
Az FC Barcelona katalán kézilabdacsapat, amely jelenleg a főszponzor nevét is használva FC Barcelona Regal néven vívja mérkőzéseit. Ez a csapat az FC Barcelona sportegyesület kézilabda szakosztálya. 1942. november 29-én alapították.

## Történelem
A Futbol Club Barcelona kézilabda szakosztályát 1942. november 29-én alapították, Enrique Piñeyro elnöksége alatt. A kezdeti években a különböző versenyeken olyan csapatok dominálták, mint az Atlético de Madrid és a Granollers. A Barcelona történetében fordulópont volt Valero Rivera érkezése; a sportág történetének egyik legeredményesebb edzőjének irányításával hazai és nemzetközi szinten is meghatározó csapattá vált a katalán klub.
A spanyol bajnokságban 62 győztes találkozót vívott meg a csapat egymást követően, míg a nemzetközi porondon egymást követő öt évben nyerte meg a legrangosabb klubtrófeát, a Bajnokok Ligáját.
2013 nyarán a Xavi Pascual vezetésével a Barcelona megnyerte az IHF Super Globe elnevezésű tornát, amelyet a kontinens legjobb klubcsapatai számára ír ki a Nemzetközi Kézilabda-szövetség minden évben, rendszerint Katarba rendezve. A 2013–14-es bajnoki szezont új rekordot felállítva pontveszteség nélkül nyerte meg a csapat.
2014-ben sikeresen megvédték Super Globe-címüket. A 2014–15-ös bajnokiságot újból veretlenül nyerték meg. Az azt megelőző három szezonban nem sikerült bajnoki címet szerezni, ami Valero Rivera érkezése óta nem fordult elő a katalán csapattal. 2017-ben ismét megnyerték a Super Globe-ot, a döntőben a német Füchse Berlin csapatát legyőzve, míg a 2017–18-as idény végén 25. bajnoki címüket ünnepelhették. A 2020–2021-es szezonban a katalán csapat megszerezte története 10. Bajnokok Ligája-győzelmét.

## A klub sikerei
- IHF Super Globe: 5-szörös győztes – rekord
  - 2013, 2014, 2017, 2018, 2019
- EHF Bajnokok Ligája (1993/1994-es kiírásig Bajnokcsapatok Európa Kupája): 12-szeres győztes – rekord
  - 1990/91, 1995/96, 1996/97, 1997/98, 1998/99, 1999/00, 2004/05, 2010/11, 2014/15, 2020/21, 2021/22, 2023/24
- EHF-kupagyőztesek Európa-kupája: 5-szörös győztes – rekord
  - 1983/84, 1984/85, 1985/86, 1993/94, 1994/95
- EHF-kupa: 1-szeres győztes
  - 2002/03
- Európai Szuperkupa: 5-szörös győztes – rekord
  - 1996/97, 1997/98, 1998/99, 1999/00, 2003/04
- Liga ASOBAL: 31-szeres győztes – rekord
  - 1968/69, 1972/73, 1979/80, 1981/82, 1985/86, 1987/88, 1988/89, 1989/90, 1990/91, 1991/92, 1995/96, 1996/97, 1997/98, 1998/99, 1999/00, 2002/03, 2005/06, 2010/11, 2011/12, 2012/13, 2013/14, 2014/15, 2015/16, 2016/17, 2017/18, 2018/19, 2019/20, 2020/21, 2021/22, 2022/23, 2023/24
- Spanyol-kupa: 28-szoros győztes – rekord
  - 1968/69, 1971/72, 1972/73, 1982/83, 1983/84, 1984/85, 1987/88, 1989/90, 1992/93, 1993/94, 1996/97, 1997/98, 1999/00, 2003/04, 2006/07, 2008/9, 2009/10, 2013/14, 2014/15, 2015/16, 2016/17, 2017/18, 2018/19, 2019/20, 2020/21, 2021/22, 2022/23, 2023/24
- ASOBAL Kupa: 18-szoros győztes – rekord
  - 1994/95, 1995/96, 1999/00, 2000/01, 2001/02, 2009/10, 2011/12, 2012/13, 2013/14, 2014/15, 2015/16, 2016/17, 2017/18, 2018/19, 2019/20, 2020/21, 2021/22, 2022/23
- ASOBAL Szuperkupa: 24-szeres győztes – rekord
  - 1986/87, 1988/89, 1989/90, 1990/91, 1991/92, 1993/94, 1996/97, 1997/98, 1999/00, 2000/01, 2003/04, 2006/07, 2008/09, 2009/10, 2012/13, 2013/14, 2014/15, 2015/16, 2016/17, 2017/18, 2018/19, 2019/20, 2020/21, 2021/22
- Ibériai Szuperkupa: 3-szoros győztes – rekord
  - 2022, 2023, 2024
- Spanyol bajnokság: 6-szoros győztes – rekord
  - 1942/43, 1944/45, 1945/46, 1946/47, 1950/01, 1956/57
- Katalán bajnokság: 10-szeres győztes – rekord
  - 1943/44, 1944/45, 1945/46, 1946/47, 1948/49, 1950/51, 1953/54, 1954/55, 1956/57, 1957/58
- Katalán Liga: 12-szeres győztes – rekord
  - 1981/82, 1982/83, 1983/84, 1984/85, 1986/87, 1987/88, 1990/91, 1991/92, 1992/93, 1993/94, 1994/95, 1996/97
- Pireneusi Liga: 12-szeres győztes – rekord
  - 1997/98, 1998/99, 1999/00, 2000/01, 2001/02, 2003/04, 2005/06, 2006/07, 2007/08, 2009/10, 2010/11, 2011/12
- Katalán Szuperkupa: 12-szeres győztes – rekord
  - 2012, 2014, 2015, 2016, 2017, 2018, 2019, 2020, 2021, 2022, 2023, 2024

## Jelenlegi játékoskeret
A 2024–2025-ös idény játékoskerete.
| Kapus - 01 Gonzalo Pérez de Vargas - 12 Emil Nielsen Balszélső - 13 Aitor Ariño - 15 Hampus Wanne Jobbszélső - 18 Blaž Janc - 20 Aleix Gómez Beálló - 03 Antonio Bazán Legasa - 11 Jaime Gallego - 82 Luís Frade - 99 Javier Rodríguez | Balátlövő - 09 Jonathan Carlsbogård - 19 Timothey N’Guessan - 22 Thiagus dos Santos - 44 Juan Palomino Irányító - 06 Pol Valera - 35 Domen Makuc - 88 Petar Cikusa Jelicic Jobbátlövő - 10 Dika Mem - 66 Melvyn Richardson |

## Külső hivatkozások
- Az FC Barcelona oldala